# Curt O. Schaller
Курт Освальд Шаллер (род. 22 июня 1964, Мюнхен, ФРГ) — немецкий кинооператор, оператор Steadicam и фотограф.
Он также является разработчиком и создателем систем стабилизации камер ARRI.
В 2025 году он был удостоен премии «Оскар» за концепцию, дизайн и разработку системы Trinity-2.

## Биография
В 1984 году Шаллер начал обучение на ассистента оператора, а затем на оператора на киностудии «Бавария».
После обучения он сначала работал студийным оператором, а в начале 1990-х годов стал специализироваться на съёмках зарубежных документальных фильмов. С середины 1990-х годов Курт О. Шаллер работал оператором в сериалах и оператором Steadicam в телесериалах, фильмах, шоу и документальных фильмах.
В конце 1990-х годов Шаллер, опираясь на свой опыт оператора и оператора Steadicam, начал разрабатывать собственные системы стабилизации камер, которые в 2001 году трансформировались в серию Artemis от Sachtler / Vitec Videocom. Разработанная им серия Artemis стала первой в мире модульной системой стабилизации камер, представленной на выставке NAB 2001 в Лас-Вегасе. Более того, системы Artemis HD стали на тот момент первыми в мире системами стабилизации Full HD.
В 2015 году Курт О. Шаллер совместно с инженером-докторантом Романом Фолтином разработал систему (Artemis) Trinity. Это была первая в мире система стабилизации камеры, сочетающая механическую и электронную стабилизацию.
В апреле 2016 года он перевёл весь свой портфель продуктов Artemis из Sachtler / Vitec Videocom в ARRI, где занял должность менеджера по продуктам для систем стабилизации камер, что способствовало дальнейшему развитию систем (Artemis) Trinity.
В 2025 году Курт О. Шаллер был награжден премией Academy Scientific and Engineering Award за концепцию, проектирование и разработку системы Trinity-2.
Кроме того, с 1998 года он также работает лектором по обучению операторов Steadicam по всему миру.

## Системы стабилизации камер
- ARRI ARTEMIS 2
- ARRI TRINITY 2

## Награды
- 2016 — Cine Gear Expo Technical Award за развитие системы стабилизации камеры ARRI Trinity
- 2016 — cinecAward за развитие системы стабилизации камеры ARRI Trinity
- 2017 — BIRTV Award за развитие системы стабилизации камеры ARRI Trinity
- 2025 — Academy Scientific and Engineering Award за создание, проектирование и развитие системы Trinity-2[7][8][9]